# Święta Rodzina z małym Janem Chrzcicielem (obraz Bartolomé Estebana Murilla)
Święta Rodzina z małym Janem Chrzcicielem (hiszp. La Sagrada Familia con el infante San Juan Bautista) – powstały w XVII w. obraz autorstwa hiszpańskiego malarza barokowego Bartolomé Estebana Murilla.